# Champaign County, Ohio
Champaign County är ett administrativt område i delstaten Ohio, USA, med 40 097 invånare. Den administrativa huvudorten (county seat) är Urbana. 

## Geografi
Enligt United States Census Bureau så har countyt en total area på 1 113 km². 1 110 km² av den arean är land och 3 km² är vatten.  

### Angränsande countyn

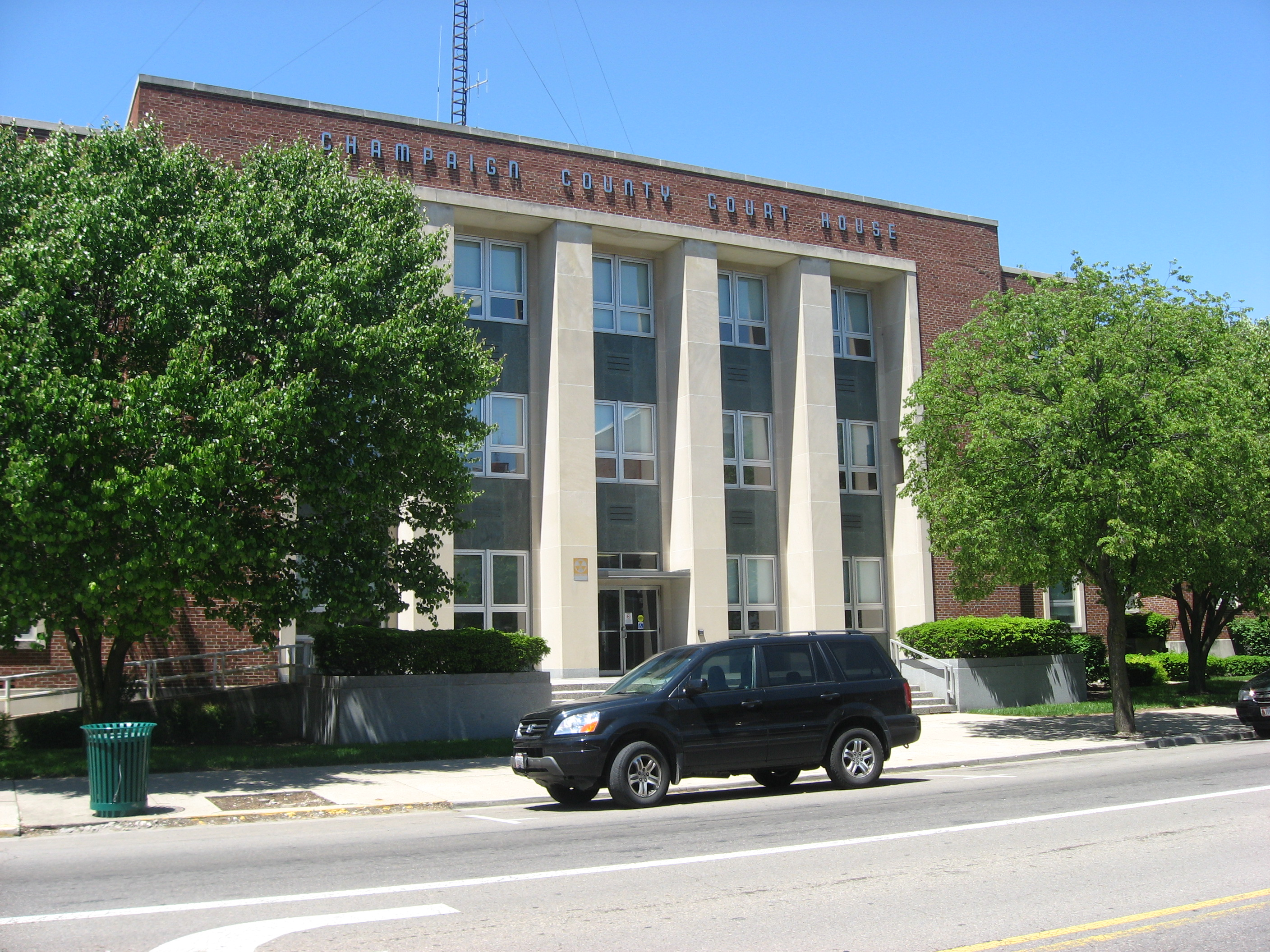
Champaign County Courthouse i Urbana.

- Logan County - nord
- Union County - nordost
- Madison County - sydost
- Clark County - syd
- Miami County - sydväst
- Shelby County - nordväst